# 基桑加尼
基桑加尼（Kisangani）是剛果民主共和國乔波省首府，人口682,599 (2004年)。该城在1883年由亨利·莫頓·史丹利建立，故曾稱史丹利城或斯坦利维尔（Stanleyville），曾是基赞加政府所在地，1961年刚果内乱时，基赞加政府迁都至此。
城市的语言是斯瓦希里语和林加拉语，其次是法语。基桑加尼的官方语言是法语。
离刚果河河口约1,300英里的城市基桑加尼是刚果河最远的通航点。基桑加尼是全国继金沙萨后，最主要的内陆港口，河流和陆地运输和主要的市场推广及分销中心，为国家的东北部一个重要的商业枢纽点。自19世纪后期就已经成为刚果北部的商业之都。

## 地理与气候
基桑加尼位于刚果河、绍波河和林迪河的交界处以及刚果东部和西部的十字路口。它大约位于非洲大陆中部，位于刚果民主共和国东北部，察波省中部。位于刚果河最北端，可供金沙萨和基桑加尼之间的大型水运货物通航，为刚果盆地的大部分地区提供了天然运输水道，这有助于该市作为一个贸易城市的重要性的提高。
基桑加尼位于佐波市中心，北邻刚果民主共和国巴纳利亚市，南邻乌本杜和奥帕拉地区，西邻伊桑吉，东邻巴夫瓦森德市。基桑加尼市距布塔324公里，距伊西罗572公里（355英里），距布尼亚696公里（432英里），距金沙萨2912公里（1809英里）。
卢阿拉巴河流经一个弯道，与刚果河汇合，在改道处是基桑加尼市。基桑加尼市的大部分土地位于北部的察波河和南部的刚果河之间。许多支流和岛屿交织在一起，有利于内陆水道的流动。潮汐海峡实际上将LÎle Mbiye和基桑加尼市的大陆分开。这座城市在当地被称为博伊马，因为它具有突出的陆地地理特征，博伊马瀑布。这七个瀑布的总落差为61米（200英尺）。可以看到在急流上安装渔场的瓦格纳瀑布。
该市的土地面积估计为1910平方公里。基桑加尼市每平方公里有229名居民。这座城市坐落在广阔而孤立的刚果盆地中间，刚果盆地是地球上第二大热带林地。它位于北纬0°31'的赤道（57公里），东经25°11'的格林威治子午线，海拔404.1英尺（428米）。
勒姆比耶位于基桑加尼东部的刚果河上。它位于瓦格纳瀑布上游，北纬0°31'东经25°11'之间，海拔376米。它毗邻基桑加尼镇，长14公里，宽4公里。在基桑加尼周围，勒姆比耶是唯一一个拥有相对完好的茂密森林的生态系统。该岛是斯泰伦博世大学森林生态系统保护非洲可持续森林管理专题讨论会项目的一部分。该岛面积1400公顷，由三种类型的森林组成：旱地森林、周期性水淹森林和沼泽森林。
| 基桑加尼                           | 基桑加尼 | 基桑加尼 | 基桑加尼  | 基桑加尼  | 基桑加尼  | 基桑加尼    | 基桑加尼  | 基桑加尼  | 基桑加尼    | 基桑加尼  | 基桑加尼    | 基桑加尼 | 基桑加尼     |
| 月份                               | 1月      | 2月      | 3月       | 4月       | 5月       | 6月         | 7月       | 8月       | 9月         | 10月      | 11月        | 12月     | 全年         |
| ---------------------------------- | -------- | -------- | --------- | --------- | --------- | ----------- | --------- | --------- | ----------- | --------- | ----------- | -------- | ------------ |
| 历史最高温 °C（°F）                | 36 (97)  | 36 (97)  | 36 (97)   | 35 (95)   | 34 (93)   | 34 (93)     | 33 (91)   | 33 (91)   | 34 (93)     | 34 (93)   | 35 (95)     | 35 (95)  | 36 (97)      |
| 平均高温 °C（°F）                  | 31 (88)  | 31 (88)  | 31 (88)   | 31 (88)   | 31 (88)   | 30 (86)     | 29 (84)   | 28 (82)   | 29 (84)     | 30 (86)   | 29 (84)     | 30 (86)  | 31 (88)      |
| 日均气温 °C（°F）                  | 26 (79)  | 26 (79)  | 26 (79)   | 26 (79)   | 26 (79)   | 25.5 (77.9) | 24 (75)   | 24 (75)   | 24.5 (76.1) | 25 (77)   | 24.5 (76.1) | 25 (77)  | 25.2 (77.4)  |
| 平均低温 °C（°F）                  | 21 (70)  | 21 (70)  | 21 (70)   | 21 (70)   | 21 (70)   | 21 (70)     | 19 (66)   | 20 (68)   | 20 (68)     | 20 (68)   | 20 (68)     | 20 (68)  | 19 (66)      |
| 历史最低温 °C（°F）                | 17 (63)  | 18 (64)  | 17 (63)   | 18 (64)   | 18 (64)   | 18 (64)     | 17 (63)   | 17 (63)   | 17 (63)     | 18 (64)   | 18 (64)     | 16 (61)  | 16 (61)      |
| 平均降雨量 mm（）                  | 53 (2.1) | 84 (3.3) | 178 (7.0) | 158 (6.2) | 137 (5.4) | 114 (4.5)   | 132 (5.2) | 165 (6.5) | 183 (7.2)   | 218 (8.6) | 198 (7.8)   | 84 (3.3) | 1,620 (63.8) |
| 月均日照時數                       | 187      | 170      | 187       | 180       | 187       | 150         | 124       | 125       | 150         | 186       | 150         | 155      | 1,951        |
| 来源：BBC Weather Centre Kisangani |          |          |           |           |           |             |           |           |             |           |             |          |              |

## 历史

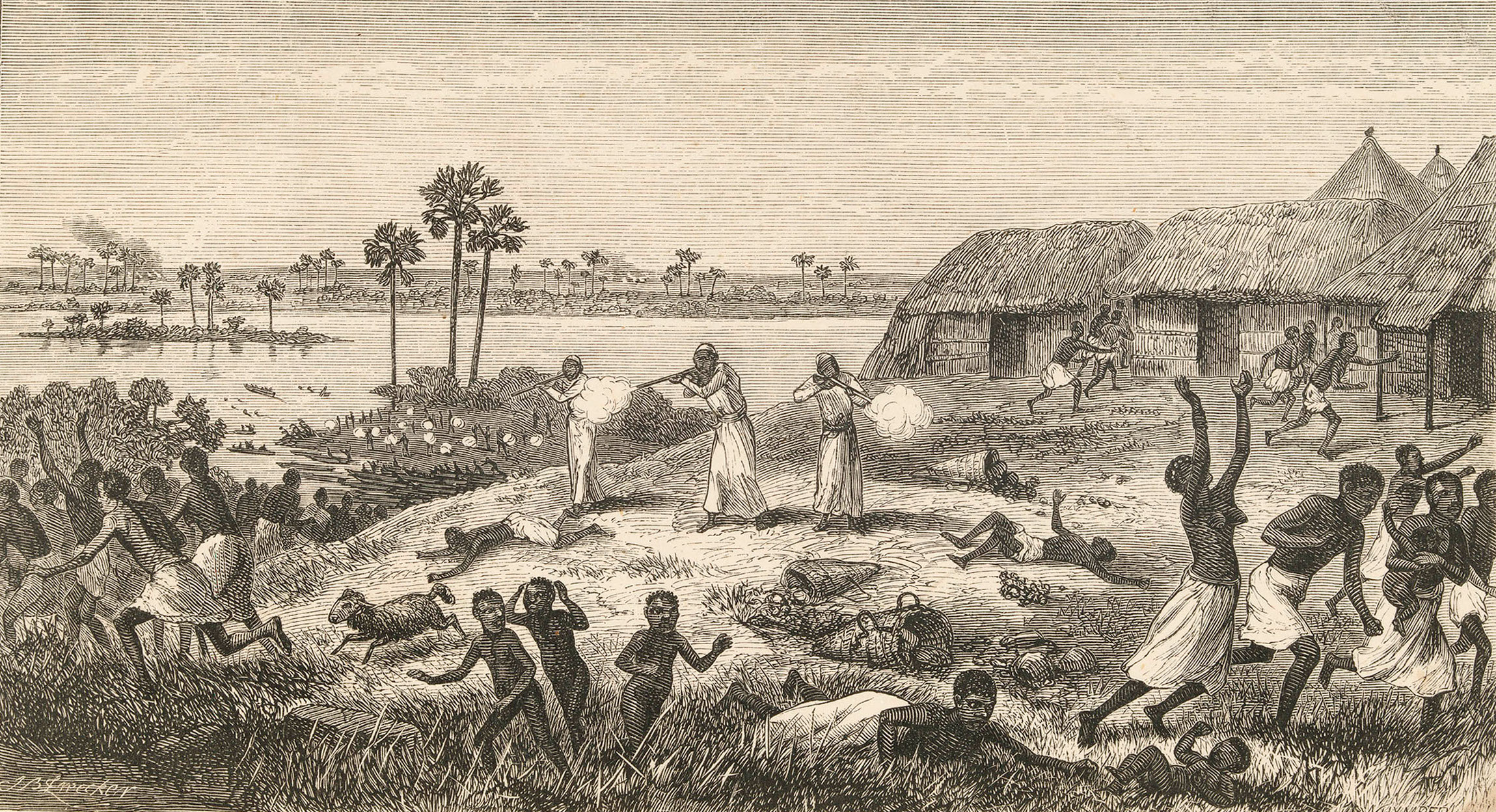
阿拉伯奴隶对尼亚圭的突袭,1870年左右

在亨利·莫顿·斯坦利（Henry Morton Stanley）代表比利时国王利奥波德二世（King Leopold II of Belgium）于1883年在刚果河（Congo River）的瓦纳·鲁萨里（Wana Rusari）岛上建立了后来的斯坦利瀑布站（Stanley Falls Station）之前，该地区居住着一个刚果土著部落，称为恩亚（Enya）部落，他们曾利用瓦格纳瀑布（原名斯坦利瀑布）捕鱼。该岛位于卢阿拉巴河上，距离目前城镇的海岸几米处，其7个瀑布分布在基桑加尼和乌本杜之间100公里（62英里）。
1883年12月，斯坦利在距离刚果河口约1300英里（2100公里）的地方建立了该地区的第一个贸易站。该定居点最初被称为福尔斯站（或“后斯坦利瀑布”或“瀑布”或简称“博伊马”，博伊马瀑布的非洲名称），然后随着比利时对该地区的殖民统治，它发展成为一个定居点叫斯坦利维尔。该镇是刚果河上轮船航行的城市终点站，最初是一个贸易站。自19世纪末以来，它一直是刚果北部的主要中心。
斯坦利让身为苏格兰人的工程师宾尼先生负责与当地人的贸易，并代表利奥波德国王的刚果自由州的地区权威。“基桑加尼”这个名字显然是当地人一贯使用的，而“斯坦利维尔”这个名字是法语（斯坦利斯塔德是荷兰语）。在20世纪20年代马里斯特兄弟出版的斯瓦希里语手册中，我们发现了一个替代命名的例子“从X到斯坦利维尔”，翻译为“toka X Mpaka Kisangani”。 “Kisangani”是对刚果土著语言单词Boyoma的斯瓦希里语翻译，意思是“岛上的城市”，在林加拉语中也被译为Singitini（或Singatini），意思相同。

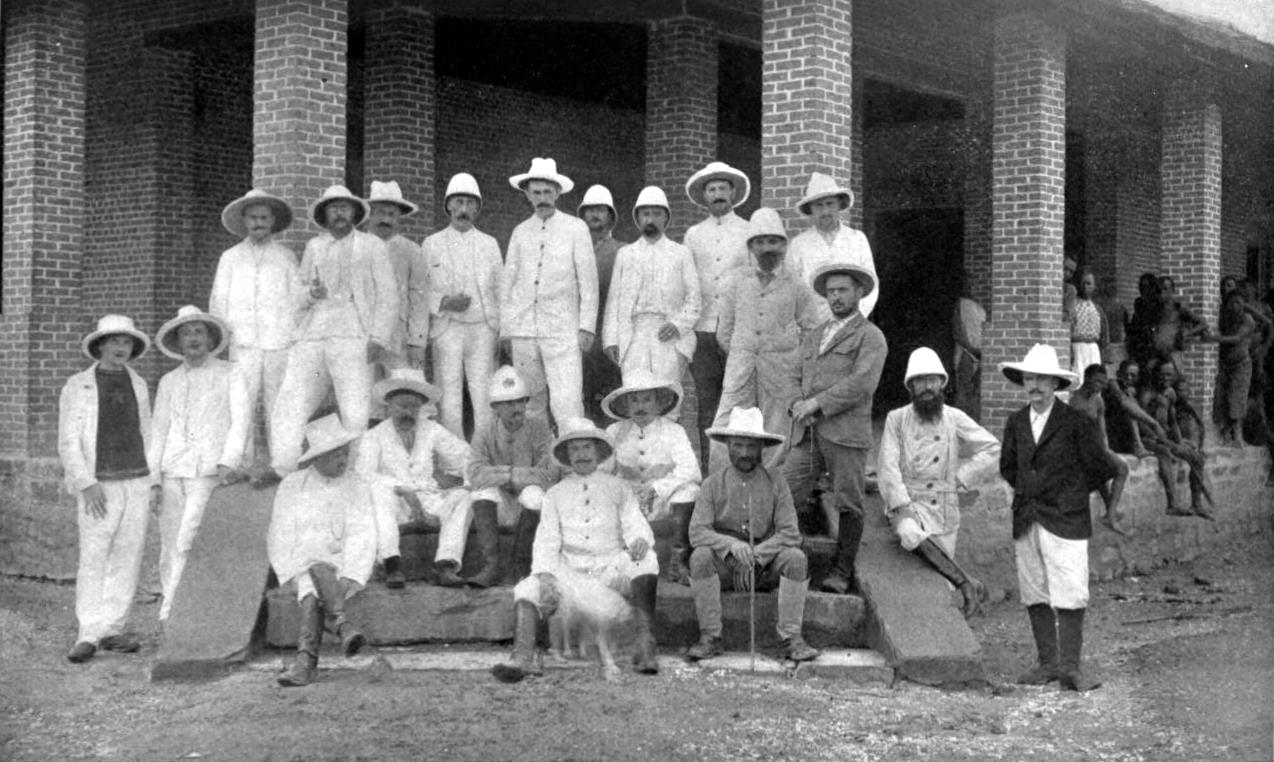
1902在斯坦利维尔的欧洲人

非洲人和欧洲人建立联系后不久，桑给巴尔的奴隶贩子（当时的欧洲作家传统上称之为“阿拉伯人”）从东方来到了斯坦利瀑布。自由州官员和奴隶贩子之间的关系紧张，经过一场战斗，1887年该站被废弃。
在刚果的阿拉伯-欧洲战争之后，1888年，自由国家（在桑给巴尔谈判之后）通过任命穆罕默德·本·阿尔凡·穆伊雷布·蒂普·蒂普（Mohammed Bin Alfan Mujreb Tippu Tip）为桑给巴尔最伟大的奴隶主之一，成为从伊图里的坦噶尼喀东部一直延伸到马尼埃马的“斯坦利瀑布”（Stanley Falls）地区的第一任总督，从而达成了建立一种权力形式的协议。最终，利奥波德派来的欧洲人完全控制了中非的广大地区。1898年7月15日，斯坦利维尔开始成为东部斯坦利瀑布省相对繁荣地区的首府。

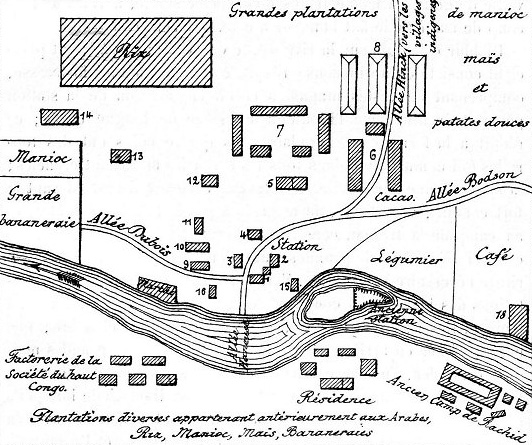
斯坦利瀑布站，1893年平面图，奠定了基桑加尼的基础

1958年9月6日，比利时政府通过第12/357号合并令接管刚果自由邦50年后，斯坦利维尔获得了官方城市地位，该法令将斯坦利维尔划分为4个市镇：比利时一世、比利时二世、布鲁塞尔和斯坦利。1958年底，该市成为帕特里斯·卢蒙巴的大本营，刚果民族运动党（MNC）领导人。在他担任中央邮政局350名职员期间，他与纽约市建立了牢固的联系。埃塞俄比亚ONUC部队于1960年7月后抵达该市。1961年卢蒙巴遇刺后，安托万·吉森加在斯坦利维尔建立了刚果自由共和国，与利奥波德维尔（现金沙萨）的中央政府竞争。在1960年基桑加尼从比利时独立出来之前，据说基桑加尼的人均劳斯莱斯数量超过了世界上任何一个城市.

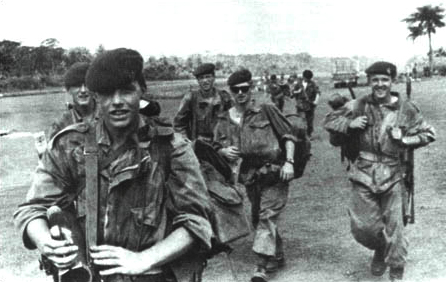
1964年，比利时伞兵在“红龙行动”中作战

1964年初，辛巴起义（“辛巴革命”）发生，到5月和6月迅速发展为彻底的叛乱。到了八月，叛军已经从瓦尼·鲁库拉的基地攻占了斯坦利维尔。他们关闭了机场，禁止平民离开，其中包括至少一名外国领事馆工作人员。一些美国和欧洲国民被俘虏，经过紧张的谈判，比利时发起了“红龙行动”，还有大量外国雇佣兵在迈克·霍尔上校的领导下解救人质。
1966年，这座城市被重新命名为基桑加尼
1966年和1967年，基桑加尼是斯坦利维尔叛乱的地点，这导致了广泛的抢劫。

### 地区冲突
90年代，该地区成为第一次刚果战争期间基桑加尼战役的一系列主要战役的战场。解放刚果民主力量联盟领导人洛朗·德西雷·卡比拉在卢旺达、布隆迪和乌干达军队的协助下，从刚果东部边界入侵刚果。截至1998年10月30日，刚果境内有15 000名乌干达士兵和19 000名卢旺达士兵。洛朗·卡比拉指定基桑加尼为外国军队的前沿基地，他向西进军金沙萨，推翻蒙博托。
当胡图族人民在扎伊尔西部被数千人屠杀时，由于在采矿区，特别是基桑加尼和南北基伍的抢劫，外国军事力量联盟解体。民众完全反对外国势力的存在于该国，因为他们的行为危及了民众的生命与财产。洛朗·德西雷·卡比拉不能继续支持利用基桑加尼作为外国战斗人员的基地，因为他们发动了屠杀胡图人的攻击，因此他要求卢旺达将其部队撤出该国。
1999年，这座城市是乌干达和卢旺达军队在第二次刚果战争中首次公开交火的地点，当时有近3000人死于交火。此前，反政府反叛组织刚果民主联盟（RCD）分裂进入基桑加尼和戈马的营地。战斗也发生在镇附近的金矿上。当地居民在乌干达军队和卢旺达军队的交火中丧生，导致大约四分之一的城市被毁。各种建筑遭到破坏，最明显的是圣母院罗赛尔大教堂的屋顶被导弹破坏。据报道，这两支外国军队都抢劫了这座城市。尽管国际法院谴责乌干达，但在2000年6月5日至10日期间，卢旺达人和乌干达人之间的进一步冲突导致数千人死亡和广泛破坏，仍有待确定责任、实现赔偿或逮捕。
2002年5月14日，在第二次刚果战争期间，基桑加尼有160人被屠杀，据信这是劳伦特·恩孔达指挥下的人所为。 2002年签署和平协议时，该镇已被卢旺达支持的刚果民主联盟戈马派（刚果民盟戈马派）控制。